# 일람쳇첸니
일람쳇첸니(타밀어: இளஞ்சேட்சென்னி)는 상감 시대 촐라 왕조의 초기 타밀 왕이다. 그는 위대한 전사였고 우라이유르를 수도로 하여 촐라 왕국을 통치했다. 일람쳇첸니는 알룬두르 출신의 벨리르 공주와 결혼했고 카리칼라를 낳았으며, 카리칼라는 가장 위대한 촐라 왕 중 한 명으로 여겨진다.

## 치세
N.K. 사스트리는 일람쳇첸니의 치세가 마우리아 왕조가 페르시아에서 남부 인도에 이르기까지 제국을 세운 시기라고 주장한다. 찬드라굽타 마우리아의 아들인 빈두사라는 칼링가와 촐라 외에도 인도의 많은 지역을 정복했다. 푸라나누루단편적인 상감 시에 따르면 일람체첸니 촐란은 인도 아대륙의 남부 지역에서 마우리아의 침략에 성공적으로 저항했다. 사스트리는 일람체첸니가 촐라족이 체라와 판디아 왕조를 지배했던 기원전 501년부터 기원전 470년까지 통치했다고 주장한다.

## 같이 보기
- 촐라
- 인도의 역사

## 참고 문헌
- Mudaliar, A.S, Abithana Chintamani (1931), Reprinted 1984 Asian Educational Services, New Delhi.
- Nilakanta Sastri, K.A. (1935). The CōĻas, University of Madras, Madras (Reprinted 1984).
- Nilakanta Sastri, K.A. (1955). A History of South India, OUP, New Delhi (Reprinted 2002).